# Datu
Datu è un appellativo filippino che indica un Re o monarca. La parola datu deriva dal malese Dato' o Datuk e indica un titolo di nobiltà paragonabile ai nostri Duca o Marchese.
Prima della colonizzazione delle Filippine da parte dell'Impero spagnolo, l'arcipelago Filippino della Visayas era organizzato nella Confederazione di Madya-as, costituita da vari regni e sultanati governati da Datu.
Nell'epica dell'isola di Panay la "Alamat ng Maragtas" (la leggenda dei Maragtas) narra le gesta di dieci Datu provenienti dal Borneo che, oppressi nella loro madre terra, decidono di trasferirsi assieme alle loro famiglie, guerrieri e sudditi nella zona dell'attuale provincia di Antique il ricordo di quell'evento viene oggi ricordato nel Biniray festival.